# ألبرت جاكوب
ألبرت جاكوب (بالإنجليزية: Albert Jacob) هو سياسي أسترالي، ولد في 16 مارس 1980 في أستراليا. حزبياً، نشط في حزب أستراليا الليبرالي (شعبة أستراليا الغربية). وقد انتخب عضو الجمعية التشريعية لأستراليا الغربية.